# Annette Milz

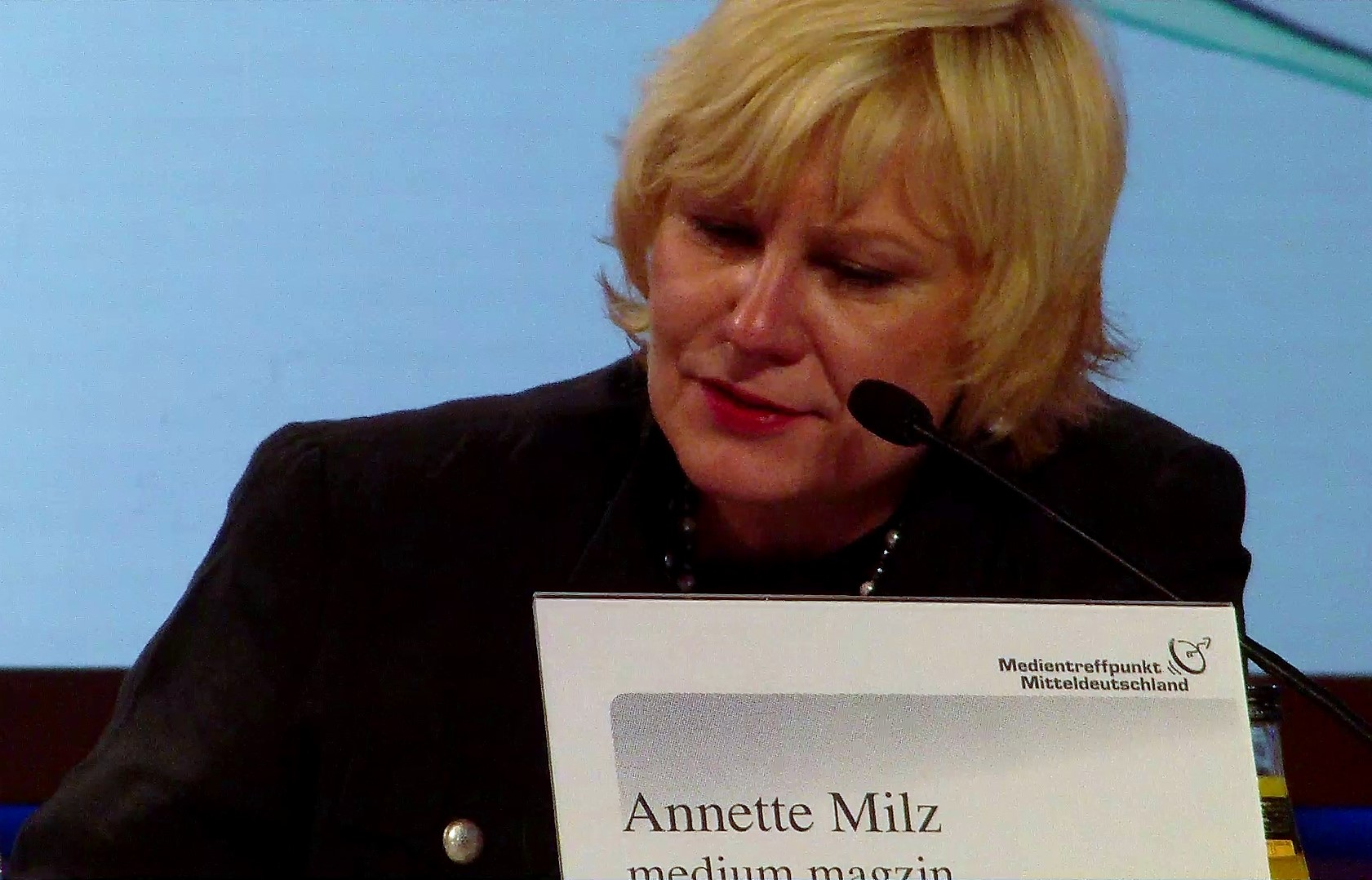
Annette Milz im Mai 2010

Annette Milz (* 6. April 1961 in Saarbrücken) ist eine deutsche Journalistin sowie freie Autorin und Moderatorin. Sie ist Mitbegründerin des Medium Magazins und war von 1990 bis 2020 dessen Chefredakteurin.

## Leben
Annette Milz studierte von 1981 bis 1988 Politologie und Geschichte in Bonn und Berlin. Während des Studiums war sie als freie Journalistin tätig und engagierte sich in der Bildungsarbeit für Journalisten als Vorstandsmitglied beim Verein Internationale Journalisten Programme e. V., von dem unter anderem das deutsche Journalistenstipendium Arthur F. Burns Fellowship vergeben wird. 1986 gehörte sie zu den Gründern der Medienfachzeitschrift Medium Magazin (Eigenschreibweise medium magazin für journalisten).
In den Jahren 1988 und 1989 war sie als stellvertretende Pressesprecherin des Verbands der Automobilindustrie e. V. (VDA) tätig. Von 1990 bis 2020 war Milz Chefredakteurin des Medium Magazins, dessen Redaktionssitz sich in Frankfurt am Main befindet und das vom Salzburger Medienfachverlag Oberauer verlegt wird.

## Schriften
- Sie nennen es Arbeit. Selbstbild und Arbeitsweisen junger Journalisten. In: Stephan Weichert, Christian Zabel (Hrsg.): Die Alpha-Journalisten 2.0. Deutschlands neue Wortführer im Porträt. Herbert von Halem Verlag, Köln 2009, ISBN 978-3-938258-92-7, S. 45–54.